# Abstract : L'art du design
Abstract : L'art du design (Abstract: The Art of Design) est une série documentaire américaine originale Netflix suivant les travaux de différents artistes évoluant dans le milieu du design.
Les huit épisodes, composant la première saison de la série, sont disponibles depuis le 10 février 2017 sur la plateforme de sVOD américaine,. Le créateur de la série est Scott Dadich, jadis rédacteur en chef du magazine américain Wired.
La première saison fait découvrir au spectateur les œuvres de l'illustrateur Christoph Niemann, du concepteur de chaussures pour Nike : Tinker Hatfield, de la scénographe Es Devlin, de l'architecte Bjarke Ingels, du designer automobile Ralph Gilles, de la graphiste Paula Scher, du photographe Platon et de l'architecte d'intérieur Ilse Crawford.
La saison 2 est disponible depuis le 25 septembre 2019.

## Épisodes

### Saison 1 (2017)
1. Christoph Niemann : Illustration
2. Tinker Hatfield : Conception de chaussures
3. Es Delvin : Scénographie
4. Bjarke Ingels : Architecture
5. Ralph Gilles : Design automobile
6. Paula Scher : Graphisme
7. Platon : Photographie
8. Ilse Crawford : Architecture d'intérieur

### Saison 2 (2019)
1. Olafur Eliasson : Conception d'une œuvre
2. Neri Oxman : Architecture bioclimatique
3. Ruth Carter : Création de costumes
4. Cas Holman : Création de jouets
5. Ian Spalter : Design numérique
6. Jonathan Hoefler : Police typographique